# Charlotte Kolters
Charlotte Kolters (29 de marzo de 1979) es una deportista danesa que compitió en triatlón. Ganó una medalla en el Campeonato Mundial de Triatlón de Larga Distancia de 2008, y dos medallas en el Campeonato Europeo de Triatlón de Larga Distancia en los años 2007 y 2009.

## Palmarés internacional
| Campeonato Mundial | Campeonato Mundial      | Campeonato Mundial | Campeonato Mundial |
| Año                | Lugar                   | Medalla            | Prueba             |
| ------------------ | ----------------------- | ------------------ | ------------------ |
| 2008               | Almere (Países Bajos)   | Medalla de plata   | Individual         |
| Campeonato Europeo |                         |                    |                    |
| Año                | Lugar                   | Medalla            | Prueba             |
| 2007               | Brasschaat (Bélgica)    | Medalla de oro     | Individual         |
| 2009               | Praga (República Checa) | Medalla de bronce  | Individual         |